# Au-u!
Au-u! (Ау-у!) è un film del 1975 diretto da Geral'd Bežanov, Jurij Gorkovenko e Viktor Krjučkov.

## Trama
Il film si compone di tre storie comiche. Nella prima, lo scrittore del villaggio, in cerca di ispirazione, cerca di trovare un linguaggio comune con coloro di cui scrive. Nella seconda, un coro corale certificato sta cercando di insegnare a cantare ai contadini georgiani. Bene, e il terzo ci porta allo spettacolo, che è organizzato proprio sul palco da un attore ubriaco e dal suo pubblico riconoscente.